# 1586 w literaturze
Wydarzenia literackie w 1586 roku.

## Nowe poezje
- polskie
  - Jan Kochanowski – Pieśni Jana Kochanowskiego księgi dwoje

## Zmarli
- Chidiock Tichborne, angielski poeta